# Hadena scurrilis
Hadena scurrilis är en fjärilsart som beskrevs av Max Wilhelm Karl Draudt 1924. Hadena scurrilis ingår i släktet Hadena och familjen nattflyn. Inga underarter finns listade i Catalogue of Life.